# Coppa del Mondo di snowboard 2020
La Coppa del Mondo di snowboard 2020 è stata la ventiseiesima edizione della manifestazione organizzata dalla Federazione Internazionale Sci; è iniziata il 24 agosto 2019 a Cardrona, in Nuova Zelanda, e si è conclusa anticipatamente il 13 marzo 2020 con la gara di snowboard cross di Veysonnaz a causa dell'emergenza COVID-19 (la conclusione prevista era il 21 marzo 2020 a Špindlerův Mlýn, in Repubblica Ceca).
Sia in campo maschile che in campo femminile sono state assegnate due Coppe del Mondo generali: una per il parallelo (che comprende le discipline slalom e gigante parallelo) e una per il freestyle (che comprende halfpipe, big air e slopestyle). Sono state inoltre assegnate le coppe di specialità, sei maschili (slalom parallelo, gigante parallelo, snowboard cross, halfpipe, big air e slopestyle) e altrettante femminili. Infine è stata stilata una classifica per nazioni.
In campo maschile la generale di parallelo è stata vinta dall'italiano Roland Fischnaller, mentre il detentore uscente era il russo Andrej Sobolev; la generale di freestyle è andata all'australiano Scotty James, il detentore uscente era lo statunitense Chris Corning.
In campo femminile la coppa di parallelo è stata vinta dalla tedesca Ramona Theresia Hofmeister, la detentrice uscente era la ceca Ester Ledecká, mentre la generale di freestyle è andata alla cinese Cai Xuetong, la detentrice uscente era la giapponese Miyabi Onitsuka.
Le coppe dello snowboardcross sono andate all'italiana Michela Moioli (al terzo trofeo) e dll'austriaco Alessandro Hämmerle (al secondo trofeo).

## Uomini

### Risultati
| Data             | Località               | Nazione       | Spec. | Primo                                  | Secondo                                | Terzo                                  |
| ---------------- | ---------------------- | ------------- | ----- | -------------------------------------- | -------------------------------------- | -------------------------------------- |
| 25 agosto 2019   | Cardrona               | Nuova Zelanda | BA    | Chris Corning                          | Redmond Gerard                         | Kalle Järvilehto                       |
| 2 novembre 2019  | Modena                 | Italia        | BA    | Nicolas Laframboise                    | Mark McMorris                          | Chris Corning                          |
| 7 dicembre 2019  | Bannoye                | Russia        | PSL   | Andreas Prommegger                     | Aaron March                            | Maurizio Bormolini                     |
| 8 dicembre 2019  | Bannoye                | Russia        | PGS   | Roland Fischnaller                     | Mirko Felicetti                        | Benjamin Karl                          |
| 13 dicembre 2019 | Montafon               | Austria       | SBX   | Alessandro Hämmerle                    | Cameron Bolton                         | Omar Visintin                          |
| 14 dicembre 2019 | Cortina D'Ampezzo      | Italia        | PGS   | Roland Fischnaller                     | Lee Sang-ho                            | Igor' Sluev                            |
| 14 dicembre 2019 | Pechino                | Cina          | BA    | Max Parrot                             | Sven Thorgren                          | Chris Corning                          |
| 14 dicembre 2019 | Copper Mountain        | Stati Uniti   | HP    | Scotty James                           | Yūto Totsuka                           | Ruka Hirano                            |
| 19 dicembre 2019 | Carezza                | Italia        | PGS   | annullata per le condizioni della neve | annullata per le condizioni della neve | annullata per le condizioni della neve |
| 20 dicembre 2019 | Secret Garden          | Cina          | HP    | Scotty James                           | Yūto Totsuka                           | Ruka Hirano                            |
| 21 dicembre 2019 | Cervinia               | Italia        | SBX   | Lorenzo Sommariva                      | Emanuel Perathoner                     | Merlin Surget                          |
| 21 dicembre 2019 | Atlanta                | Stati Uniti   | BA    | Chris Corning                          | Nicolas Laframboise                    | Ryoma Kimata                           |
| 4 gennaio 2020   | Düsseldorf             | Germania      | BA    | annullata                              | annullata                              | annullata                              |
| 11 gennaio 2020  | Scuol                  | Svizzera      | PGS   | Andrej Sobolev                         | Benjamin Karl                          | Oskar Kwiatkowski Dario Caviezel       |
| 14 gennaio 2020  | Bad Gastein            | Austria       | PSL   | Daniele Bagozza                        | Maurizio Bormolini                     | Stefan Baumeister                      |
| 17 gennaio 2020  | Laax                   | Svizzera      | SBS   | Sébastien Toutant                      | Redmond Gerard                         | Justus Henkes                          |
| 18 gennaio 2020  | Laax                   | Svizzera      | HP    | Scotty James                           | Yūto Totsuka                           | Taylor Gold                            |
| 18 gennaio 2020  | Rogla                  | Slovenia      | PGS   | Edwin Coratti                          | Roland Fischnaller                     | Vic Wild                               |
| 23 gennaio 2020  | Alpe di Siusi          | Italia        | SBS   | Vlad Khadarin                          | Ruki Tobita                            | Hiroaki Kunitake                       |
| 25 gennaio 2020  | Piancavallo            | Italia        | PSL   | Andreas Prommegger                     | Roland Fischnaller                     | Stefan Baumeister                      |
| 25 gennaio 2020  | Big White              | Canada        | SBX   | Omar Visintin                          | Éliot Grondin                          | Alex Deibold                           |
| 26 gennaio 2020  | Big White              | Canada        | SBX   | Lorenzo Sommariva                      | Jakob Dusek                            | Senna Leith                            |
| 31 gennaio 2020  | Mammoth                | Stati Uniti   | HP    | Yūto Totsuka                           | Taylor Gold                            | Ruka Hirano                            |
| 1º febbraio 2020 | Mammoth                | Stati Uniti   | SBS   | Dusty Henricksen                       | Ryoma Kimata                           | Justus Henkes                          |
| 1º febbraio 2020 | Feldberg               | Germania      | SBX   | annullata per carenza di neve          | annullata per carenza di neve          | annullata per carenza di neve          |
| 14 febbraio 2020 | Calgary                | Canada        | HP    | Ruka Hirano                            | Scotty James                           | Patrick Burgener                       |
| 16 febbraio 2020 | Calgary                | Canada        | SBS   | Tiarn Collins                          | Ruki Tobita                            | Liam Brearley                          |
| 22 febbraio 2020 | PyeongChang            | Corea del Sud | PGS   | Roland Fischnaller                     | Dmitrij Loginov                        | Andrej Sobolev                         |
| 29 febbraio 2020 | Secret Garden          | Cina          | SBX   | annullata                              | annullata                              | annullata                              |
| 29 febbraio 2020 | Blue Mountain          | Canada        | PGS   | Mirko Felicetti Benjamin Karl          |                                        | Andrej Sobolev                         |
| 1º marzo 2020    | Blue Mountain          | Canada        | PGS   | Dmitrij Loginov                        | Stefan Baumeister                      | Edwin Coratti                          |
| 7 marzo 2020     | Sierra Nevada (Spagna) | Spagna        | SBX   | Lucas Eguibar                          | Alessandro Hämmerle                    | Paul Berg                              |
| 10 marzo 2020    | Livigno                | Italia        | PSL   | annullata                              | annullata                              | annullata                              |
| 13 marzo 2020    | Veysonnaz              | Svizzera      | SBX   | Alessandro Hämmerle                    | Omar Visintin                          | Adam Dickson                           |
| 14 marzo 2020    | Winterberg             | Germania      | PSL   | annullata                              | annullata                              | annullata                              |
| 21 marzo 2020    | Špindlerův Mlýn        | Rep. Ceca     | SBS   | annullata                              | annullata                              | annullata                              |

Legenda:

PGS = Slalom gigante parallelo

PSL = Slalom parallelo

SBX = Snowboard cross

SBS = Slopestyle

HP = Halfpipe

BA = Big air

### Classifiche

#### Generale parallelo
| Pos. | Nome               | Nazione  | Punti   |
| ---- | ------------------ | -------- | ------- |
| 1    | Roland Fischnaller | Italia   | 6650.00 |
| 2    | Stefan Baumeister  | Germania | 4165.00 |
| 3    | Dmitrij Loginov    | Russia   | 3832.00 |
| 4    | Andrej Sobolev     | Russia   | 3632.00 |
| 5    | Benjamin Karl      | Austria  | 3596.00 |
| 6    | Andreas Prommegger | Austria  | 3580.00 |
| 7    | Mirko Felicetti    | Italia   | 3550.00 |
| 8    | Edwin Coratti      | Italia   | 3380.00 |
| 9    | Daniele Bagozza    | Italia   | 2965.00 |
| 10   | Alexander Payer    | Austria  | 2680.00 |

#### Generale freestyle
| Pos. | Nome                | Nazione     | Punti   |
| ---- | ------------------- | ----------- | ------- |
| 1    | Scotty James        | Australia   | 3800.00 |
| 2    | Yūto Totsuka        | Giappone    | 3400.00 |
| 3    | Chris Corning       | Stati Uniti | 3250.00 |
| 4    | Ruka Hirano         | Giappone    | 2800.00 |
| 5    | Ryoma Kimata        | Giappone    | 2800.00 |
| 6    | Nicolas Laframboise | Canada      | 2616.10 |
| 7    | Ruki Tobita         | Giappone    | 2506.40 |
| 8    | Justus Henkes       | Stati Uniti | 2221.00 |
| 9    | André Höflich       | Germania    | 1970.00 |
| 10   | Redmond Gerard      | Stati Uniti | 1880.00 |

#### Slalom parallelo
| Pos. | Nome               | Nazione  | Punti   |
| ---- | ------------------ | -------- | ------- |
| 1    | Andreas Prommegger | Austria  | 2260.00 |
| 2    | Roland Fischnaller | Italia   | 1750.00 |
| 3    | Stefan Baumeister  | Germania | 1600.00 |
| 4    | Daniele Bagozza    | Italia   | 1580.00 |
| 5    | Maurizio Bormolini | Italia   | 1510.00 |

#### Gigante parallelo
| Pos. | Nome               | Nazione | Punti   |
| ---- | ------------------ | ------- | ------- |
| 1    | Roland Fischnaller | Italia  | 4900.00 |
| 2    | Benjamin Karl      | Austria | 3380.00 |
| 3    | Dmitrij Loginov    | Russia  | 2882.00 |
| 4    | Andrej Sobolev     | Russia  | 2812.00 |
| 5    | Mirko Felicetti    | Italia  | 2810.00 |

#### Snowboard cross
| Pos. | Nome                | Nazione | Punti   |
| ---- | ------------------- | ------- | ------- |
| 1    | Alessandro Hämmerle | Austria | 3960.00 |
| 2    | Lorenzo Sommariva   | Italia  | 3450.00 |
| 3    | Omar Visintin       | Italia  | 2930.00 |
| 4    | Lucas Eguibar       | Spagna  | 2430.00 |
| 5    | Jakob Dusek         | Austria | 2110.00 |

#### Halfpipe
| Pos. | Nome          | Nazione   | Punti   |
| ---- | ------------- | --------- | ------- |
| 1    | Scotty James  | Australia | 3800.00 |
| 1    | Yūto Totsuka  | Giappone  | 3400.00 |
| 3    | Ruka Hirano   | Giappone  | 2800.00 |
| 4    | Jan Scherrer  | Svizzera  | 1810.00 |
| 5    | André Höflich | Germania  | 1750.00 |

#### Big air
| Pos. | nome                | Nazione     | Punti   |
| ---- | ------------------- | ----------- | ------- |
| 1    | Chris Corning       | Stati Uniti | 3200.00 |
| 2    | Nicolas Laframboise | Canada      | 2300.00 |
| 3    | Ryoma Kimata        | Giappone    | 1820.00 |
| 4    | Kalle Järvilehto    | Finlandia   | 1220.00 |
| 5    | Sven Thorgren       | Svezia      | 1120.00 |

#### Slopestyle
| Pos. | Nome             | Nazione       | Punti   |
| ---- | ---------------- | ------------- | ------- |
| 1    | Ruki Tobita      | Giappone      | 1616.40 |
| 2    | Tiarn Collins    | Nuova Zelanda | 1340.00 |
| 3    | Dusty Henricksen | Stati Uniti   | 1290.00 |
| 4    | Justus Henkes    | Stati Uniti   | 1226.00 |
| 5    | Vlad Khadarin    | Russia        | 1096.00 |

## Donne

### Risultati
| Data             | Località          | Nazione       | Spec. | Primo                                  | Secondo                                | Terzo                                  |
| ---------------- | ----------------- | ------------- | ----- | -------------------------------------- | -------------------------------------- | -------------------------------------- |
| 25 agosto 2019   | Cardrona          | Nuova Zelanda | BA    | Enni Rukajärvi                         | Katie Ormerod                          | Silje Norendal                         |
| 2 novembre 2019  | Modena            | Italia        | BA    | Reira Iwabuchi                         | Brooke Voigt                           | Anna Gasser                            |
| 7 dicembre 2019  | Bannoye           | Russia        | PSL   | Julie Zogg                             | Selina Jörg                            | Ladina Jenny                           |
| 8 dicembre 2019  | Bannoye           | Russia        | PGS   | Ramona Hofmeister                      | Ladina Jenny                           | Claudia Riegler                        |
| 13 dicembre 2019 | Montafon          | Austria       | SBX   | Eva Samková                            | Michela Moioli                         | Belle Brockhoff                        |
| 14 dicembre 2019 | Cortina D'Ampezzo | Italia        | PGS   | Ramona Theresia Hofmeister             | Selina Jörg                            | Claudia Riegler                        |
| 14 dicembre 2019 | Pechino           | Cina          | BA    | Miyabi Onitsuka                        | Anna Gasser                            | Laurie Blouin                          |
| 14 dicembre 2019 | Copper Mountain   | Stati Uniti   | HP    | Queralt Castellet                      | Liu Jiayu                              | Maddie Mastro                          |
| 19 dicembre 2019 | Carezza           | Italia        | PGS   | annullata per le condizioni della neve | annullata per le condizioni della neve | annullata per le condizioni della neve |
| 20 dicembre 2019 | Secret Garden     | Cina          | HP    | Liu Jiayu                              | Cai Xuetong                            | Maddie Mastro                          |
| 21 dicembre 2019 | Cervinia          | Italia        | SBX   | Michela Moioli                         | Chloé Trespeuch                        | Sofia Belinghieri                      |
| 21 dicembre 2019 | Atlanta           | Stati Uniti   | BA    | Reira Iwabuchi                         | Kokomo Murase                          | Brooke Voigt                           |
| 4 gennaio 2020   | Düsseldorf        | Germania      | BA    | annullata                              | annullata                              | annullata                              |
| 11 gennaio 2020  | Scuol             | Svizzera      | PGS   | Ramona Theresia Hofmeister             | Sofija Nadyršina                       | Milena Bykova                          |
| 14 gennaio 2020  | Bad Gastein       | Austria       | PSL   | Ramona Theresia Hofmeister             | Ester Ledecká                          | Julie Zogg                             |
| 17 gennaio 2020  | Laax              | Svizzera      | SBS   | Julia Marino                           | Reira Iwabuchi                         | Katie Ormerod                          |
| 18 gennaio 2020  | Laax              | Svizzera      | HP    | Queralt Castellet                      | Cai Xuetong                            | Liu Jiayu                              |
| 18 gennaio 2020  | Rogla             | Slovenia      | PGS   | Ester Ledecká                          | Ramona Theresia Hofmeister             | Natal'ja Soboleva                      |
| 23 gennaio 2020  | Alpe di Siusi     | Italia        | SBS   | Tess Coady                             | Katie Ormerod                          | Brooke Voigt                           |
| 25 gennaio 2020  | Piancavallo       | Italia        | PSL   | Julie Zogg                             | Selina Jörg                            | Ramona Theresia Hofmeister             |
| 25 gennaio 2020  | Big White         | Canada        | SBX   | Michela Moioli                         | Belle Brockhoff                        | Raffaella Brutto                       |
| 26 gennaio 2020  | Big White         | Canada        | SBX   | Belle Brockhoff                        | Michela Moioli                         | Faye Gulini                            |
| 31 gennaio 2020  | Mammoth           | Stati Uniti   | HP    | Cai Xuetong                            | Maddie Mastro                          | Liu Jiayu                              |
| 1º febbraio 2020 | Mammoth           | Stati Uniti   | SBS   | Jamie Anderson                         | Laurie Blouin                          | Katie Ormerod                          |
| 1º febbraio 2020 | Feldberg          | Germania      | SBX   | annullata per carenza di neve          | annullata per carenza di neve          | annullata per carenza di neve          |
| 14 febbraio 2020 | Calgary           | Canada        | HP    | Cai Xuetong                            | Mitsuki Ono                            | Liu Jiayu                              |
| 16 febbraio 2020 | Calgary           | Canada        | SBS   | Laurie Blouin                          | Silje Norendal                         | Katie Ormerod                          |
| 22 febbraio 2020 | PyeongChang       | Corea del Sud | PGS   | Julie Zogg                             | Nadya Ochner                           | Ladina Jenny                           |
| 29 febbraio 2020 | Secret Garden     | Cina          | SBX   | annullata                              | annullata                              | annullata                              |
| 29 febbraio 2020 | Blue Mountain     | Canada        | PGS   | Ramona Theresia Hofmeister             | Selina Jörg                            | Daniela Ulbing                         |
| 1º marzo 2020    | Blue Mountain     | Canada        | PGS   | Ramona Theresia Hofmeister             | Sofija Nadyršina                       | Selina Jörg                            |
| 7 marzo 2020     | Sierra Nevada     | Spagna        | SBX   | Chloé Trespeuch                        | Michela Moioli                         | Belle Brockhoff                        |
| 10 marzo 2020    | Livigno           | Italia        | PSL   | annullata                              | annullata                              | annullata                              |
| 13 marzo 2020    | Veysonnaz         | Svizzera      | SBX   | Michela Moioli                         | Chloé Trespeuch                        | Belle Brockhoff                        |
| 14 marzo 2020    | Winterberg        | Germania      | PSL   | annullata                              | annullata                              | annullata                              |
| 21 marzo 2020    | Špindlerův Mlýn   | Rep. Ceca     | SBS   | annullata                              | annullata                              | annullata                              |

Legenda:

PGS = Slalom gigante parallelo

PSL = Slalom parallelo

SBX = Snowboard cross

SBS = Slopestyle

HP = Halfpipe

BA = Big air

### Classifiche

#### Generale parallelo
| Pos. | Nome                       | Nazione  | Punti   |
| ---- | -------------------------- | -------- | ------- |
| 1    | Ramona Theresia Hofmeister | Germania | 8260.00 |
| 2    | Julie Zogg                 | Svizzera | 5660.00 |
| 3    | Selina Jörg                | Germania | 4930.00 |
| 4    | Ladina Jenny               | Svizzera | 4570.00 |
| 5    | Daniela Ulbing             | Austria  | 3296.00 |
| 6    | Claudia Riegler            | Austria  | 3032.00 |
| 7    | Milena Bykova              | Russia   | 2895.00 |
| 8    | Carolin Langenhorst        | Germania | 2750.00 |
| 9    | Sofija Nadyršina           | Russia   | 2704.80 |
| 10   | Natal'ja Soboleva          | Russia   | 2695.00 |

#### Generale freestyle
| Pos. | Nome              | Nazione     | Punti   |
| ---- | ----------------- | ----------- | ------- |
| 1    | Cai Xuetong       | Cina        | 4000.00 |
| 2    | Katie Ormerod     | Giappone    | 3760.00 |
| 3    | Reira Iwabuchi    | Giappone    | 3700.00 |
| 4    | Liu Jiayu         | Cina        | 3600.00 |
| 5    | Laurie Blouin     | Canada      | 3250.00 |
| 6    | Queralt Castellet | Spagna      | 3090.00 |
| 7    | Brooke Voigt      | Canada      | 2870.00 |
| 8    | Maddie Mastro     | Stati Uniti | 2720.00 |
| 9    | Loranne Smans     | Belgio      | 2090.00 |
| 10   | Jamie Anderson    | Giappone    | 1920.00 |

#### Slalom parallelo
| Pos. | Nome                       | Nazione  | Punti   |
| ---- | -------------------------- | -------- | ------- |
| 1    | Julie Zogg                 | Svizzera | 2600.00 |
| 2    | Ramona Theresia Hofmeister | Germania | 1960.00 |
| 3    | Selina Jörg                | Germania | 1740.00 |
| 4    | Ladina Jenny               | Svizzera | 1500.00 |
| 5    | Daniela Ulbing             | Austria  | 1310.00 |

#### Gigante parallelo
| Pos. | Nome                       | Nazione  | Punti   |
| ---- | -------------------------- | -------- | ------- |
| 1    | Ramona Theresia Hofmeister | Germania | 6300.00 |
| 2    | Selina Jörg                | Germania | 3190.00 |
| 3    | Ladina Jenny               | Svizzera | 3070.00 |
| 4    | Julie Zogg                 | Svizzera | 3060.00 |
| 5    | Sofija Nadyršina           | Russia   | 2660.00 |

#### Snowboard cross
| Pos. | Nome            | Nazione     | Punti   |
| ---- | --------------- | ----------- | ------- |
| 1    | Michela Moioli  | Italia      | 5400.00 |
| 2    | Belle Brockhoff | Australia   | 4100.00 |
| 3    | Chloé Trespeuch | Francia     | 3340.00 |
| 4    | Eva Samková     | Rep. Ceca   | 3210.00 |
| 5    | Faye Gulini     | Stati Uniti | 2030.00 |

#### Halfpipe
| Pos. | Nome              | Nazione     | Punti   |
| ---- | ----------------- | ----------- | ------- |
| 1    | Cai Xuetong       | Cina        | 3600.00 |
| 2    | Liu Jiayu         | Cina        | 3000.00 |
| 3    | Queralt Castellet | Spagna      | 2850.00 |
| 4    | Maddie Mastro     | Stati Uniti | 2500.00 |
| 5    | Wu Shaotong       | Cina        | 1740.00 |

#### Big air
| Pos. | Nome            | Nazione     | Punti   |
| ---- | --------------- | ----------- | ------- |
| 1    | Reira Iwabuchi  | Giappone    | 2900.00 |
| 2    | Brooke Voigt    | Canada      | 1620.00 |
| 3    | Miyabi Onitsuka | Giappone    | 1580.00 |
| 4    | Katie Ormerod   | Regno Unito | 1510.00 |
| 5    | Anna Gasser     | Austria     | 1470.00 |

#### Slopestyle
| Pos. | Nome            | Nazione     | Punti   |
| ---- | --------------- | ----------- | ------- |
| 1    | Katie Ormerod   | Regno Unito | 2600.00 |
| 2    | Laurie Blouin   | Canada      | 2200.00 |
| 3    | Brooke Voigt    | Canada      | 1250.00 |
| 4    | Hanne Eilertsen | Norvegia    | 1240.00 |
| 5    | Loranne Smans   | Belgio      | 1100.00 |

## A squadre

### Risultati
| Data            | Località    | Nazione  | Spec.   | Primo                                                   | Secondo                                      | Terzo                                        |
| --------------- | ----------- | -------- | ------- | ------------------------------------------------------- | -------------------------------------------- | -------------------------------------------- |
| 15 gennaio 2020 | Bad Gastein | Austria  | PSL M/F | Germania I Ramona Theresia Hofmeister Stefan Baumeister | Austria I Claudia Riegler Andreas Prommegger | Svizzera I Julie Zogg Dario Caviezel         |
| 26 gennaio 2020 | Piancavallo | Italia   | PSL M/F | Germania I Ramona Theresia Hofmeister Stefan Baumeister | Italia I Nadya Ochner Daniele Bagozza        | Austria I Claudia Riegler Andreas Prommegger |
| 26 gennaio 2020 | Big White   | Canada   | SBX M   | sostituite con gare singole                             | sostituite con gare singole                  | sostituite con gare singole                  |
| 26 gennaio 2020 | Big White   | Canada   | SBX F   | sostituite con gare singole                             | sostituite con gare singole                  | sostituite con gare singole                  |
| 2 febbraio 2020 | Feldberg    | Germania | SBX M   | gare annullate per carenza di neve                      | gare annullate per carenza di neve           | gare annullate per carenza di neve           |
| 2 febbraio 2020 | Feldberg    | Germania | SBX F   | gare annullate per carenza di neve                      | gare annullate per carenza di neve           | gare annullate per carenza di neve           |
| 15 marzo 2020   | Winterberg  | Germania | PSL M/F | annullata                                               | annullata                                    | annullata                                    |

Legenda:

PSL M/F = Slalom parallelo misto

PGS M/F = Slalom gigante parallelo misto

SBX M = Snowboard cross maschile

SBX F = Snowboard cross femminile

### Classifiche

#### Parallelo misto
| Pos. | Nazione    | Punti |
| ---- | ---------- | ----- |
| 1    | Germania I | 2000  |
| 2    | Austria I  | 1400  |
| 3    | Italia I   | 1300  |
| 3    | Svizzera I | 1050  |
| 5    | Russia I   | 790   |

## Coppa delle Nazioni
Dopo 60 gare su 60
| Pos. | Nazione     | Punti     |
| ---- | ----------- | --------- |
| 1    | Italia      | 35.121,20 |
| 2    | Germania    | 31.536,50 |
| 3    | Stati Uniti | 30.632,90 |
| 4    | Svizzera    | 29.651,70 |
| 5    | Giappone    | 29.123,00 |